# 聖提莫號
聖提莫號（西班牙語：San Telmo）又稱聖彼得·岡薩雷斯號或聖伊拉斯謨的佛利葉號，是一艘1788年下水的西班牙74門砲風帆戰列艦。
1819年，由羅森·波里爾率領的船隊旗艦聖提莫號前往祕魯卡亞俄鎮壓西班牙美洲的革命運動，但在合恩角德雷克海峽受到惡劣天氣重創，於1819年9月沉沒。
船上644名乘員是第一批於南極海域死亡的人們，船難殘骸在利文斯頓島被找到。